# Shenandoah (rivière de Nouvelle-Zélande)
Pour les articles homonymes, voir Shenandoah.
La rivière Shenandoah  (en anglais : Shenandoah River) est un cours d’eau de la région de la West Coast dans l’Île du Sud de la Nouvelle-Zélande.

## Géographie
Elle s’écoule vers le nord-ouest pour atteindre la rivière Maruia à 25 kilomètresau sud-est de la ville d’Inangahua.